# Brunswick (New York)
Brunswick è un comune degli Stati Uniti d'America, situato nello Stato di New York, nella contea di Rensselaer.